# بلانتون كولير
بلانتون كولير (بالإنجليزية: Blanton Collier)‏ هو مدير فني أمريكي، ولد في 2 يوليو 1906 في ميلرزبورغ في الولايات المتحدة، وتوفي في 22 مارس 1983 في هيوستن في الولايات المتحدة.